# McLaren 765LT
La McLaren 765LT, chiamata anche Mclaren Super Series Coupe, è una vettura sportiva progettata e costruita partire dal 2020 dalla casa automobilistica britannica McLaren Automotive su base della 720S.

## Descrizione

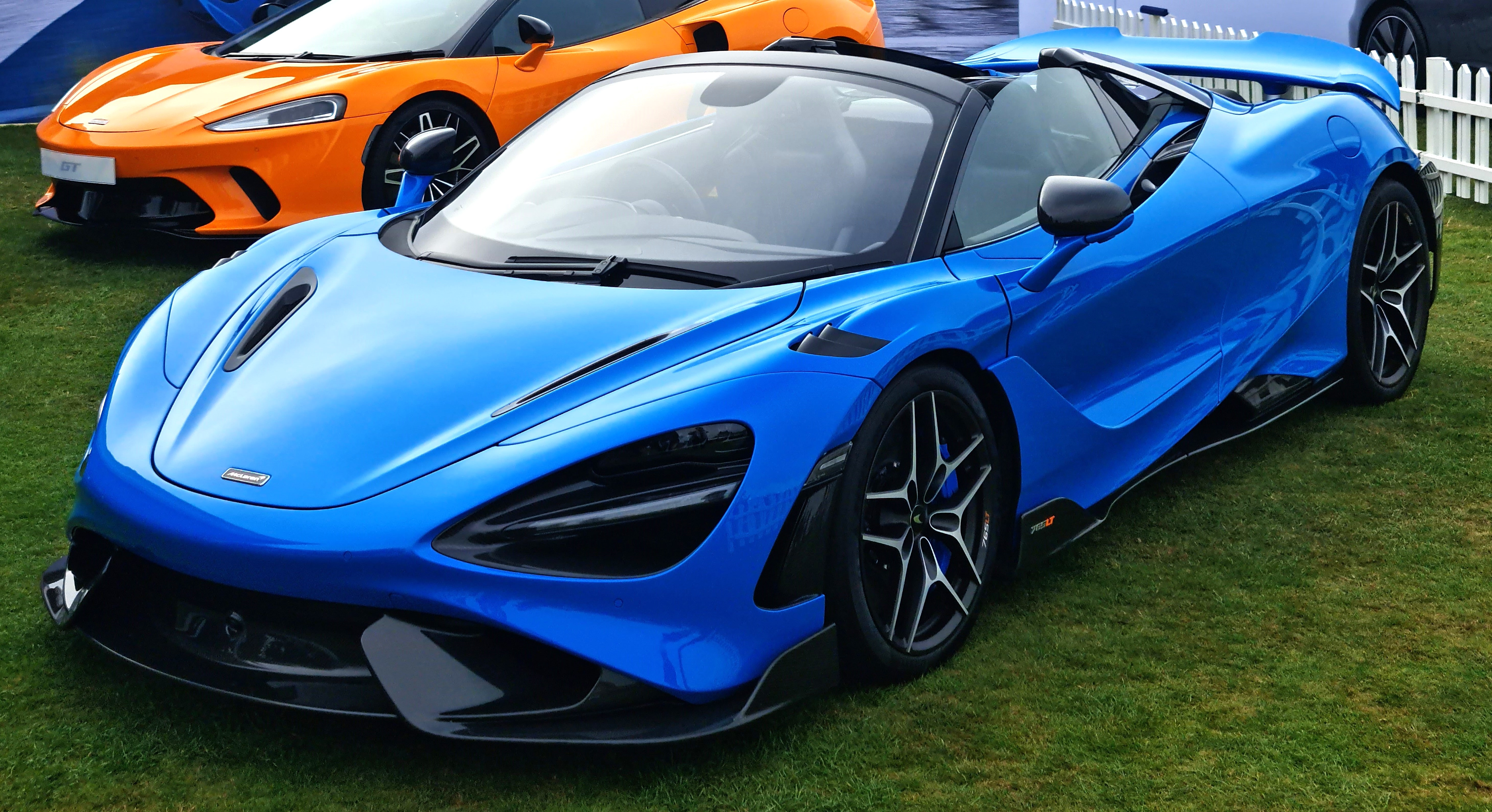
765LT Spider

In origine, il veicolo doveva essere presentato al Salone dell'automobile di Ginevra 2020. A causa della pandemia di COVID-19 il salone è stato cancellato il 28 febbraio 2020, motivo per cui la vettura è stata presentata attraverso un evento in streaming su internet. Il suffisso "LT" sta a significare Longtail, per via della maggior lunghezza della coda e va a richiamare la versione da corsa della McLaren F1 chiamata F1 GTR "Longtail".
Presentata il 3 marzo 2020, la 765LT va a sostituire la 675LT come vettura della famiglia Super Series Longtail. Il motore V8 biturbo siglato M840T è stato ulteriormente modificato fino a erogare 765 CV a 7500 giri/min e 800 Nm di coppia a 5500 giri/min; le modifiche hanno interessato la pompa del carburante che ora ha una maggiore portata, pistoni in alluminio forgiato e una guarnizione della testata a triplo strato derivata dalla Senna. La velocità massima si attesta sui 330 km/h, inferiore ai 341 della 720S a causa della maggiore resistenza aerodinamica creata dalle nuove componenti della carrozzeria e dalla coda più lunga, che sono state pensate per aumentare il carico aerodinamico. La 765LT pesa 80 kg in meno rispetto alla 720S nella configurazione più leggera e fa segnare un tempo nello 0-100 a km/h più rapido, che si attesta sui 2,8 secondi. Lo 0-200 km/h viene coperto in 7,0 secondi e il quarto di miglio in 9,9 secondi.
In opzione sono disponibili i freni della Senna in materiale carboceramico di ultima generazione, che permettono alla vettura di fermare la sua corsa da 100-0 km/h in 29,5 m e da 200-0 km/h in 110 m. Gli pneumatici di serie sono dei Pirelli Trofeo R, appositamente sviluppati per la vettura. Le modifiche alle sospensioni hanno comportato una riduzione di 5 mm dell'altezza, attraverso l'uso di molle più rigide e alleggerite, dotate di un sistema di controllo attivo del rollio in curva.
I maggiori cambiamenti sono a livello telaistico e aerodinamico, con la parte posteriore della vettura che è stata totalmente ridisegnata e allungata di circa 50 mm per produrre il 25% di carico aerodinamico in più rispetto alla 720S, con anche nuove prese d'aria sul parafango anteriore, uno splitter anteriore più grande e un elemento alare attivo più lungo e largo nella parte posteriore; a ciò si aggiunge una riduzione della massa del veicolo ottenuta togliendo tutto il materiale fonoassorbente e una vetratura più sottile. Inoltre sono presenti supporti del motore rinforzati e la parte posteriore dell'auto dispone anche di uno scarico a quattro uscite montato in posizione rialzata completamente in titanio.
La vettura è stata premiata a Parigi nel dicembre 2020, durante gli Automobile Awards, come "Supercar Revelation of the Year 2020".

## Evoluzione
Nel 2021 è stato prodotto un esemplare unico personalizzato da McLaren Special Operations (MSO) con vernice Cerberus Pearl che cambia colore nelle tonalità di blu, viola, oro e arancione. È presente inoltre una presa d’aria sul tetto firmata MSO Defined, nonché ruote ultraleggere a 10 razze con finitura nera lucida e pinze dei freni in McLaren Orange.

### 765LT Spider
Presentata il 27 luglio 2021, la versione decappottabile a taratura limitata in sole 765 unità della coupé. A spingerla c'è lo stesso motore M840T che produce 765 CV, ma la Spider pesa circa 80 kg in meno rispetto alla 720S Spider e 49 kg più rispetto alla coupé, attestandosi a 1388 kg.